# (6515) Giannigalli
(6515) Giannigalli est un astéroïde de la ceinture principale.

## Description
(6515) Giannigalli est un astéroïde de la ceinture principale. Il fut découvert le 16 juin 1988 à l'observatoire Palomar par Eleanor Francis Helin. Il présente une orbite caractérisée par un demi-grand axe de 2,28 UA, une excentricité de 0,15 et une inclinaison de 2,6° par rapport à l'écliptique.

## Compléments